# 李思誨
李思诲（?—?），唐朝宗室，李叔良之孙，李林甫的父亲。
李思诲的曾祖父是唐高祖的六叔李祎，祖父李叔良被封为長平肅王，父亲李孝斌，官至原州长史、華陽郡公。李思诲的哥哥李思训是唐代著名画家。李思诲在武则天称制的垂拱年间官至扬州都督府参军事，其子为天宝年间的宰相李林甫。
子孙
- 李林甫
  - 李岫，將作監
  - 李崿，司儲郎中
  - 李嶼，太常少卿
  - 李崒，武功令
  - 李㟶，符寶郎
    - 李弘澤，字德潤，宗正卿
      - 李仁之，汴州參軍
      - 李昌圖
      - 李損之，虢州參軍
      - 李大雅，常熟尉
- 李林宗，字直木